# Кадзуо Хасегава
Кадзуо Хасегава (яп. 長谷川 一夫); 27 лютого 1908, Фушімі — 6 квітня 1984, Токіо) — японський актор.

## Біографія
Кадзуо Хасегава найбільш відомий своїми головними ролями у фільмах Кінугаса Тейноске «Брама пекла» та «Повість Тікамацу» Мідзогуті Кендзі, а також за роль детектива періоду Едо Дзенігата Хейдзі у численних фільмах.
З 1927 по 1963 роки він знявся у майже 300 фільмах.